# Мелкьоя ЗПГ
Мелькея ЗПГ (Melkøya) — завод із виробництва зрідженого природного газу, споруджений поблизу Гаммерфесту на півночі Норвегії в межах проєкту з освоєння ряду родовищ Баренцового моря (Сневіт та інші).
Завод, введений в експлуатацію у 2007 році, має одну технологічну лінію потужністю 4,2 млн.т ЗПГ на рік (5,9 млрд м³). Його особливістю стало розміщення основного обладнання на баржі розміром 154×54 м, спорудженій в Іспанії на верфі Izar Construcciones Naval у Кадісі. Втім, ємності для зберігання продукції розташовані на острові Мелкьоя, що не дає підстави вважати дане судно повноцінним плавучим заводом ЗПГ. Всього сховище складається з двох резервуарів для ЗПГ об'ємом по 125 000 м³, та по одному резервуару для конденсату (75 000 м³) та зрідженого нафтового газу (45 000 м³).
Транспортування продукції здійснюється за допомогою створеного під проєкт флоту з чотирьох газових танкерів вантажоємністю 145 000 м³. Також частина продукції постачається у вигляді малих танкерних партій, зокрема для споживачів самої Норвегії.